# Tosa (zatoka)
Tosa (jap. 土佐湾, Tosa-wan) – zatoka Oceanu Spokojnego położona u wybrzeży Japonii, w prefekturze Kōchi, pomiędzy przylądkami Muroto i Ashizuri. Na dnie zatoki znajduje się rozległy szelf kontynentalny, a na wybrzeżu rozmieszczone są liczne bazy rybackie. Do zatoki uchodzą rzeki Monobe i Niyodo. Zatoka jest jednym z najbardziej znanych łowisk w Japonii, dzięki przepływającemu przez nią ciepłemu prądowi morskiemu Kuro Siwo.